# Parc naturel Orsiera-Rocciavrè
Le parc naturel Orsiera-Rocciavrè est un parc naturel qui couvre une vaste région alpine de l'ouest du Piémont entre les Alpes cottiennes et les Alpes grées, plus précisément entre le val de Suse et val Cluson, son point culminant est le mont Orsiera (2 890 m), tandis que le col principal est le col du Finestre (2 176 m). Il inclut le site d'importance communautaire d'Orsiera Rocciavrè.

## Montagnes
Les principales montagnes présentes dans le parc sont : 
- Mont Orsiera, 2 890 m
- Punta Cristalliera, 2 801 m
- Monte Rocciavrè 2 778 m
- Monte Robinet 2 679 m

## Hydrographie
Le territoire appartient aux bassins versants de trois affluents du Pô: le Cluson, qui recueille les eaux du sud-ouest, la Doire Ripaire, qui draine la partie nord et le Sangone au sud-est. Il s'y trouve de nombreux lacs alpins; le plus grand est le lac Ciardonnet (it), situé dans la partie centrale de la zone protégée.

## Source de la traduction
- (it) Cet article est partiellement ou en totalité issu de l’article de Wikipédia en italien intitulé « Parco naturale Orsiera-Rocciavrè » (voir la liste des auteurs).